# Chiesa di San Lubenzio (Dietkirchen)

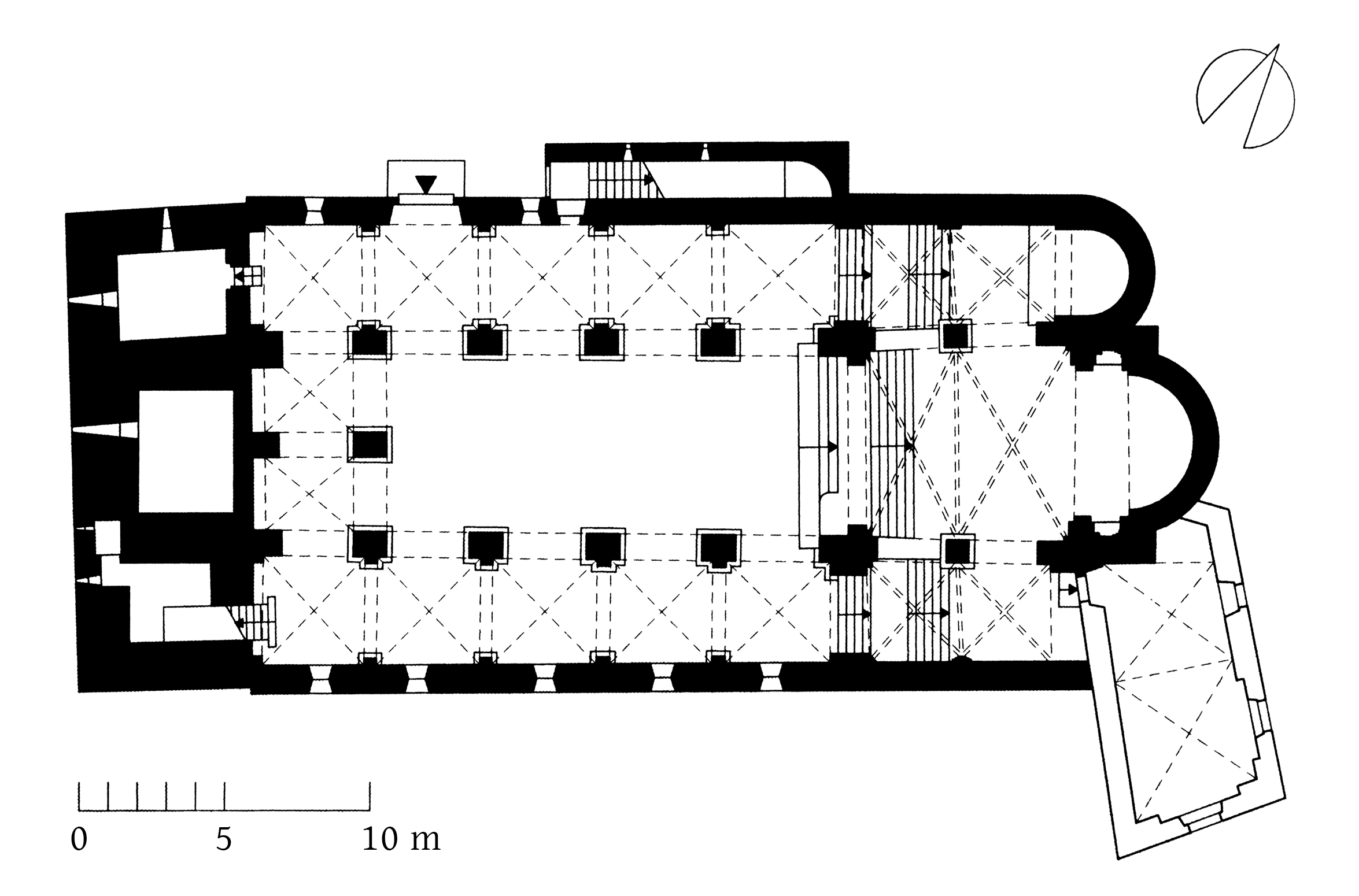
Pianta della chiesa di San Lubenzio

La chiesa di San Lubenzio  (St. Lubentiuskirche, in lingua tedesca) è una chiesa che si trova in Germania a Limburgo sulla Lahn nella frazione di Dietkirchen, sulla riva occidentale del fiume Lahn.
Fino al XIII secolo era la chiesa più importante del territorio del Lahngau e dintorni. Nella chiesa sono custodite le reliquie di San Lubenzio, cui è dedicata la chiesa. Essa appartiene alla Chiesa cattolica, tranne che per la Cappella della SS. Trinità, che funge da chiesa parrocchiale protestante.
È un'antica basilica di stile romanico, risalente al IX secolo e rimaneggiata, nello stato in cui si presenta grosso modo oggi, tra il XII e il XIII secolo, ma ancora rimaneggiata nel XVIII secolo. È costituita da una navata centrale e due laterali, un transetto e una facciata tra due torri. Il suo inusualmente monumentale aspetto esterno risulta dall'interazione fra l'esposizione panoramica del luogo, su una roccia calcarea emergente a picco, la tipica durezza della costruzione e l'assenza d'intonaco. L'allestimento interno consiste soprattutto da lavori compiuti nel XVIII secolo.

## Storia
Numerosi sono stati gli edifici che si sono succeduti nel tempo sul luogo ove sorge l'attuale chiesa.
Scavi condotti hanno mostrato i resti di un primo edificio religioso in pietra, risalente alla prima metà dell'VIII secolo, cioè al tempo dell'inizio del dominio carolingio. In proposito ritrovamenti di ceramiche indicano una data intorno al 730. La chiesa sarebbe stata eretta in una fase di forte cristianizzazione, si ritiene nel periodo della estirpazione dell'Albero di Thor a Fritzlar.
Secondo i reperti, questa prima chiesa era una piccola chiesa a sala lunga 15,50 metri e larga 8,40, con uno stretto coro trasversale. Segni di costruzioni adiacenti mostrano successivi ampliamenti, avvenuti in occasione della traslazione nella chiesa delle reliquie di san Lubenzio. Le fondamenta di questa prima chiesa sono oggi ancora in parte visibili ed accessibili sotto l'attuale chiesa.
Ai tempi della signoria ottoniana, cioè verso l'anno 1000, cade la seconda fase costruttiva, nella quale la chiesa venne trasformata in basilica. La sua larghezza era di 16,60 metri con una lunghezza di 19,78, un po' di più dell'attuale. L'estremità occidentale era costituita da un'abside semicircolare leggermente rialzata e preceduta da una campata con il coro. Davanti all'altare si trovava in una cripta murata la tomba di san Lubenzio. 

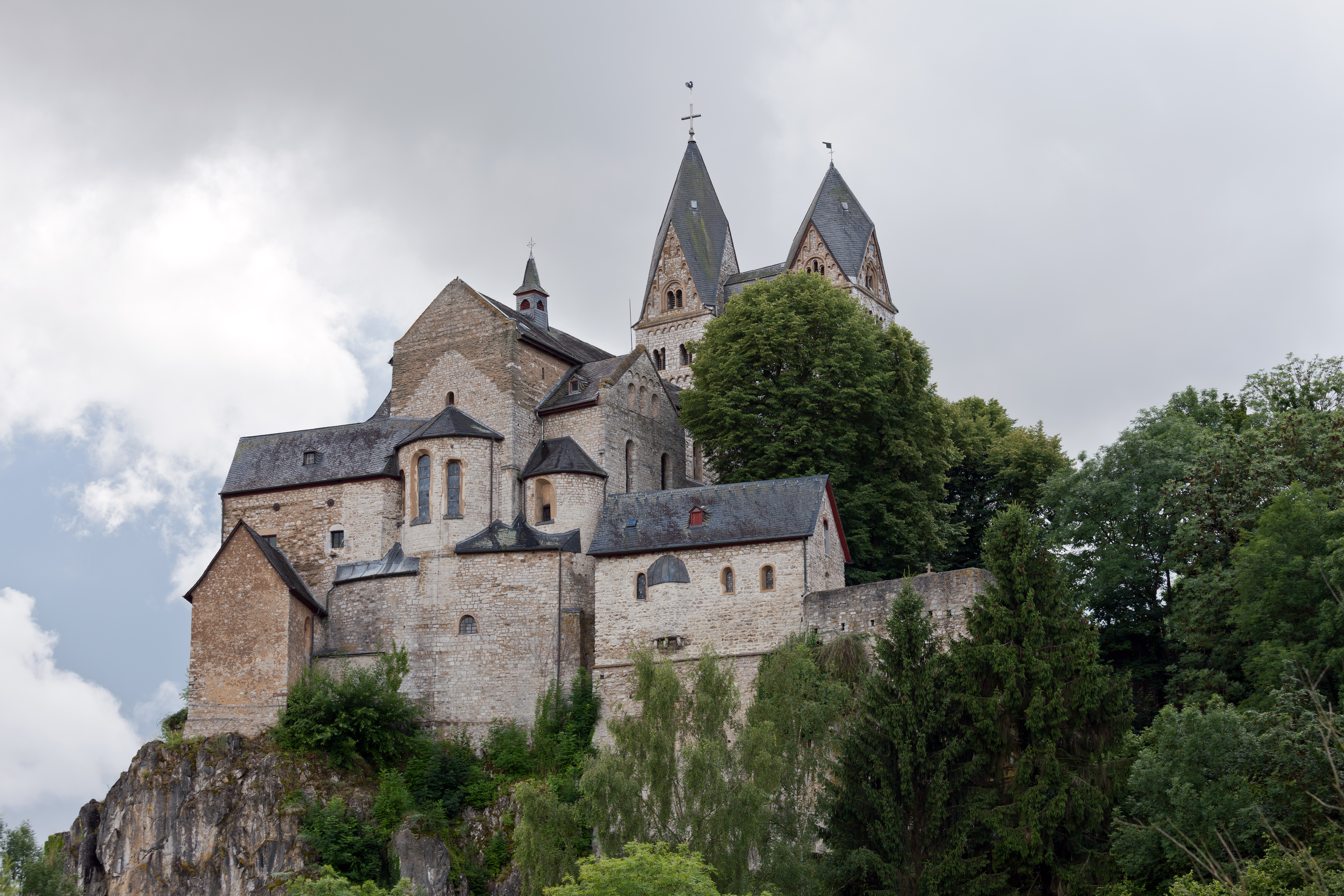
Vista in dettaglio da nordest: a destra la Cappella di San Michele, a sinistra la parte anteriore della Cappella della SS. Trinità, sopra la sacrestia

Tra il coro e l'aula vi era uno spazio simile a un transetto e come oggi vi erano gradini tra aula e abside.
Verso ovest la chiesa era di poco più corta dell'attuale, le navate laterali terminavano circa all'altezza del bordo anteriore dell'attuale matroneo occidentale. Una torre a pianta quadra ivi attaccata fungeva non solo da campanile bensì forse anche come difesa.
In questa chiesa vi era anche una cappella dedicata all'Arcangelo Michele. Anche di questa chiesa sono ancor oggi visibili alcuni resti nei muri frontali del transetto.
Una terza chiesa fu eretta nella seconda metà dell'XI secolo, durante il periodo dei salii. Nel corso di una ristrutturazione fu ampliata verso ovest l'aula e allungato il transetto alle dimensioni che ha la chiesa attualmente.
Ad ovest ebbe inizio con l'utilizzo della muratura della torre ottoniana la costruzione di una seconda torre con una costruzione intermedia fra le due.

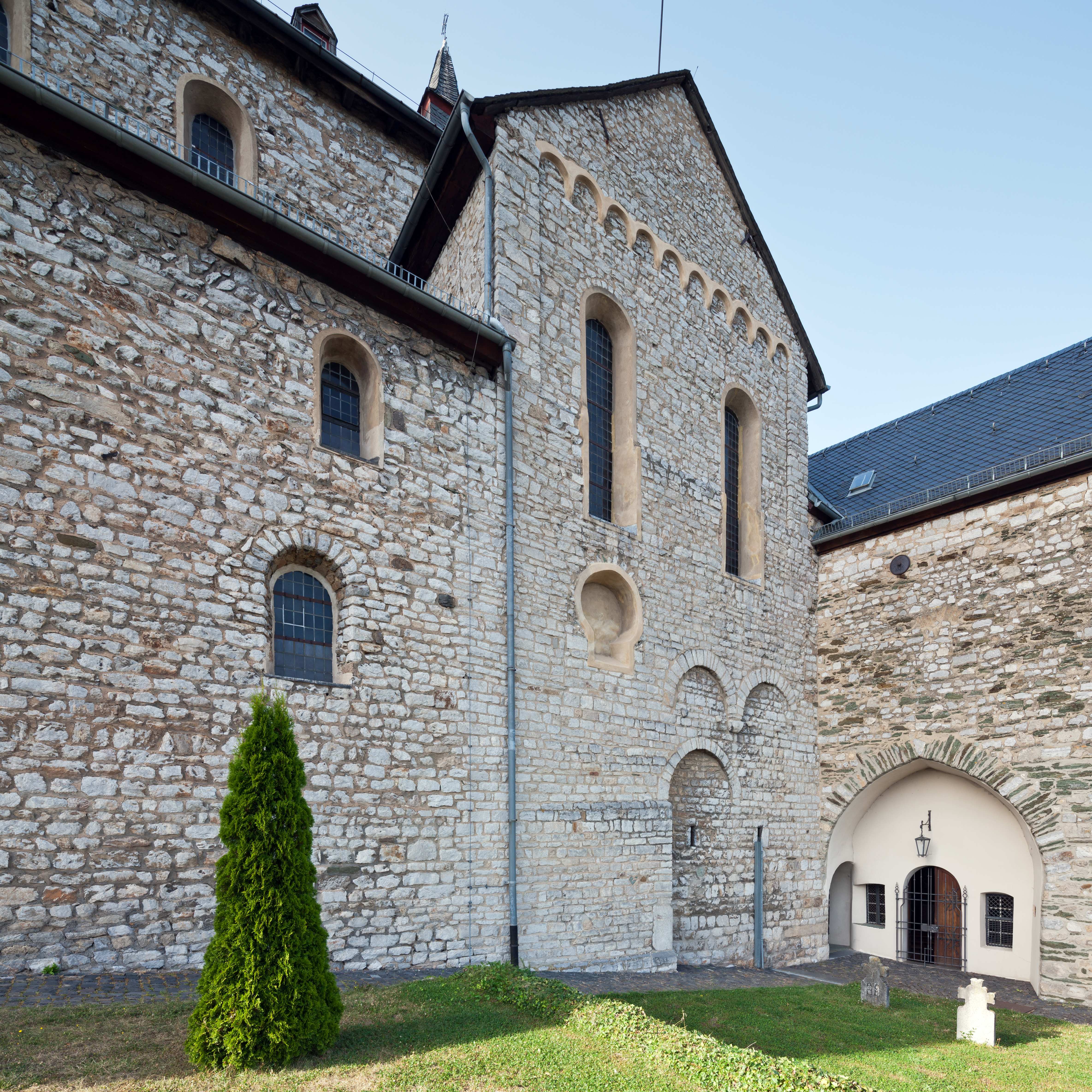
Saldatura dei fabbricati al passaggio dall'aula e crociera del lato meridionale, agosto 2012

All'inizio del XII secolo l'aula fu ricostruita con cinque campate poggiate su pilastri. La navata centrale fu dotata di una copertura piatta, quelle laterali di volte a crociera. Prima fu ristretto il transetto dal lato ovest per rafforzare il muro e innalzato al livello attuale.
Inoltre le torri furono completate fino all'attuale altezza del cornicione, eventualmente mediante una provvisoria copertura a tenda.
All'interno si giunse all'innalzamento del centro dell'abside e alla costruzione di un edificio annesso all'abside ed al transetto. Si presume anche l'erezione di un tramezzo. Più tardi, con questa ristrutturazione, venne spostata anche la tomba di San Lubenzio.
Nella seconda metà del XII secolo fu realizzata, secondo il modello della chiesa di San Giovanni a Lahnstein, una basilica più alta.
Le pareti dell'aula furono innalzate e sopra le navate laterali costruiti i matronei, le cui aperture davano sul vecchio cleristorio. I matronei prendevano luce dall'altezza non però secondo il ritmo delle arcate sottostanti. Le precedenti finestre del cleristorio furono murate. Con l'innalzamento delle pareti fu innalzata anche la copertura della navata centrale e quelle delle torri furono sistemate in forma romboidale.
Nel secondo quarto del XIII secolo fu attuata l'ultima trasformazione sotto l'influsso dello stile gotico, allora recepito anche in Germania e riscontrabile nella costruzione del duomo di Limburgo. Transetto e crociera ebbero una volta a croce al posto della precedente copertura piatta.
Nel primo testamento dell'allora custode Johannes von Attendorn del 1378, si trova la prima denominazione della Cappella della SS. Trinità sul bordo sudorientale del complesso. Nove anni più tardi egli indica inoltre sé stesso come fondatore della cappella. Quest'ultima deve essere stata eretta nel corso del terzo quarto del secolo XIV. La sola visibile eredità della ristrutturazione e trasformazione in stile barocco della chiesa dopo la guerra dei trent'anni è l'ancor oggi rimasto avancorpo in legno sul portale principale settentrionale. Nell'interno fu distrutto nel 1692 il medievale tramezzo e sostituito nel 1699 da una porta in ferro verso il coro. Nel medesimo anno furono demoliti gli altari medievali, sostituiti con altri di forma secondo il gusto del tempo.

## Descrizione dell'edificio odierno

### Esterno

#### Luogo e descrizione generale

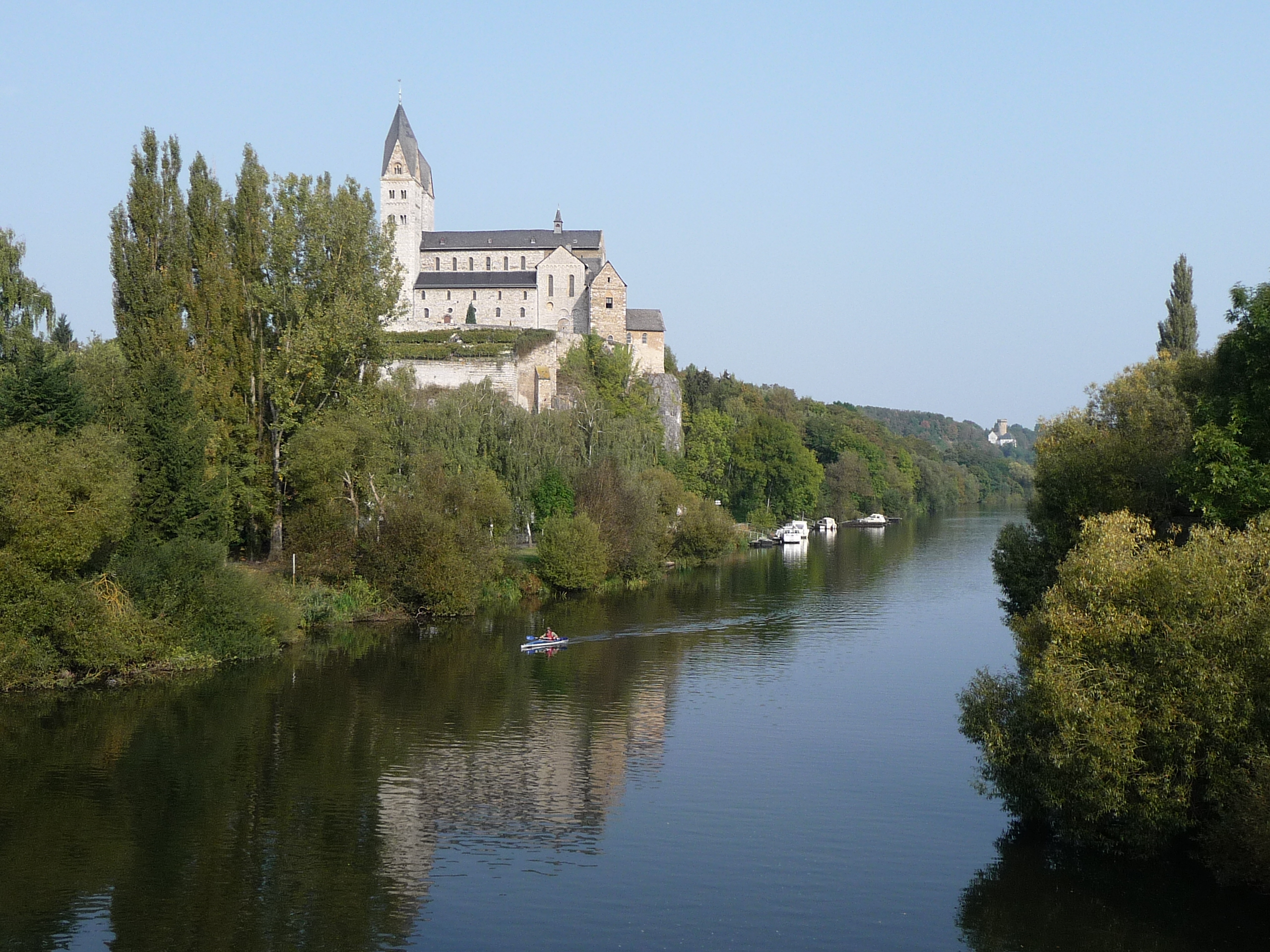
Luogo sulla Lahn (da sud)

All'esterno la chiesa appare come una basilica ad asse orientato in direzione ovest-est con un transetto corto e avanzato e un'abside ad est e una facciata a due torri con uno snello fabbricato centrale ad ovest. Le torri hanno una copertura romboidale. La lunghezza totale della chiesa ammonta a 39,30 metri e la sua larghezza è di 16,60 metri.
Il plateau roccioso su cui poggia l'edificio sacro, sale da est verso ovest e si apre sulla Lahn in una profonda crepa. La coppia di torri si erge sulla parte più alta della roccia, la parte orientale della chiesa poggia su solide fondamenta, che sfruttano al massimo la superficie disponibile e comprendono un passaggio coperto, che chiude la parte meridionale del complesso.

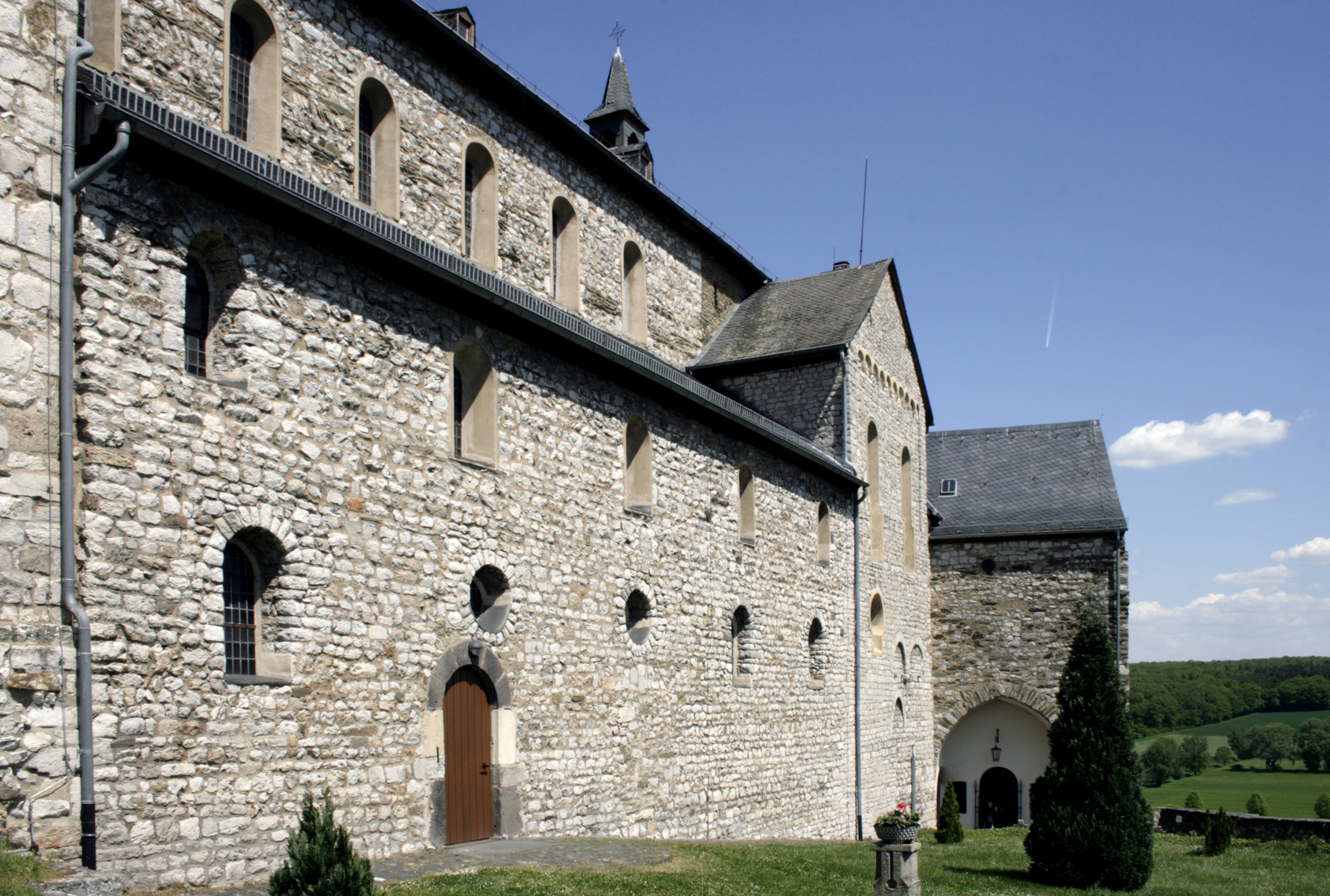
Lato sud, a destra dell'ingresso della cappella della SS. Trinità

Al posto di un ampio transetto, una molteplicità di ampliamenti di edifici che fiancheggiano la chiesa da est segna le parti orientali e conferisce loro un inusualmente eterogeneo aspetto. L'abside meridionale del transetto è sostituita dalla sacrestia, posta in diagonale rispetto alla navata della chiesa, dietro la quale si trova la cappella della SS. Trinità, eretta parallelamente alla costruzione principale. A nord si collega verticalmente verso il coro la cappella indipendente dedicata a san Michele arcangelo.
Ad ovest della chiesa vi è un vecchio cimitero, oggi non più utilizzato, che si estende sia sul plateau che nella zona ai piedi delle rocce.

#### Materiali utilizzati
Il primo intonaco fu completamente rimosso nel XIX secolo analogamente a quanto fatto per il duomo di Limburgo, cosicché la struttura in pietra venne alla luce. Ciò ha permesso nella vista dall'esterno una appropriata osservazione delle diverse fasi costruttive, dei materiali utilizzati e delle relative tecniche costruttive. Le più antiche parti della costruzione alta, come le torri, delle parti del transetto e di quelle della parte orientale, soprattutto quelle dell'abside e della crociera, e come le parti delle pareti dell'aula, che solo poco più tardi vennero realizzate, sono tecnicamente realizzate in pietre estratte da cave. Agli angoli delle torri sono state utilizzate grosse pietre appositamente scelte, che però si presentano isolate, per poter essere considerate come pietre angolari.

#### Torri occidentali
Le due torri quadre, con le loro coperture romboidali, le diverse altezze, i ponti in legno tra i timpani, formano l'immagine caratteristica della chiesa. Esse poggiano su basamenti di roccia e hanno altezze diverse. Entrambe si presentano con cinque piani e i timpani hanno strette aperture. In cima alla torre più alta c'è un galletto segnavento su una croce, su quella a nord una banderuola. A differenza della maggior parte delle basiliche a due torri, tra di esse non vi è alcun portale d'ingresso.

### Interno
Il portale principale a due battenti sul lato nord della navata laterale settentrionale è dotato di decorazioni, che risalgono in parte al XIII secolo. Il tettuccio in legno che copre l'ingresso fu posto nel XVII secolo.
L'aula è a tre navate con cinque campate. Le navate laterali mostrano ciascuna cinque finestre, quella centrale sei, tutte con la parte superiore tonda. La navata settentrionale è provvista di una scala che conduce ai matronei.
L'abside principale, volta a nord, è interrotta da tre differenti finestre e coperta da un tetto semiconico.
Il pianoterra della torre nord ospita la cappella di san Lubenzio con le ossa del santo, quello della torre sud la scala che conduce alle torri e alla nicchia dell'organo.

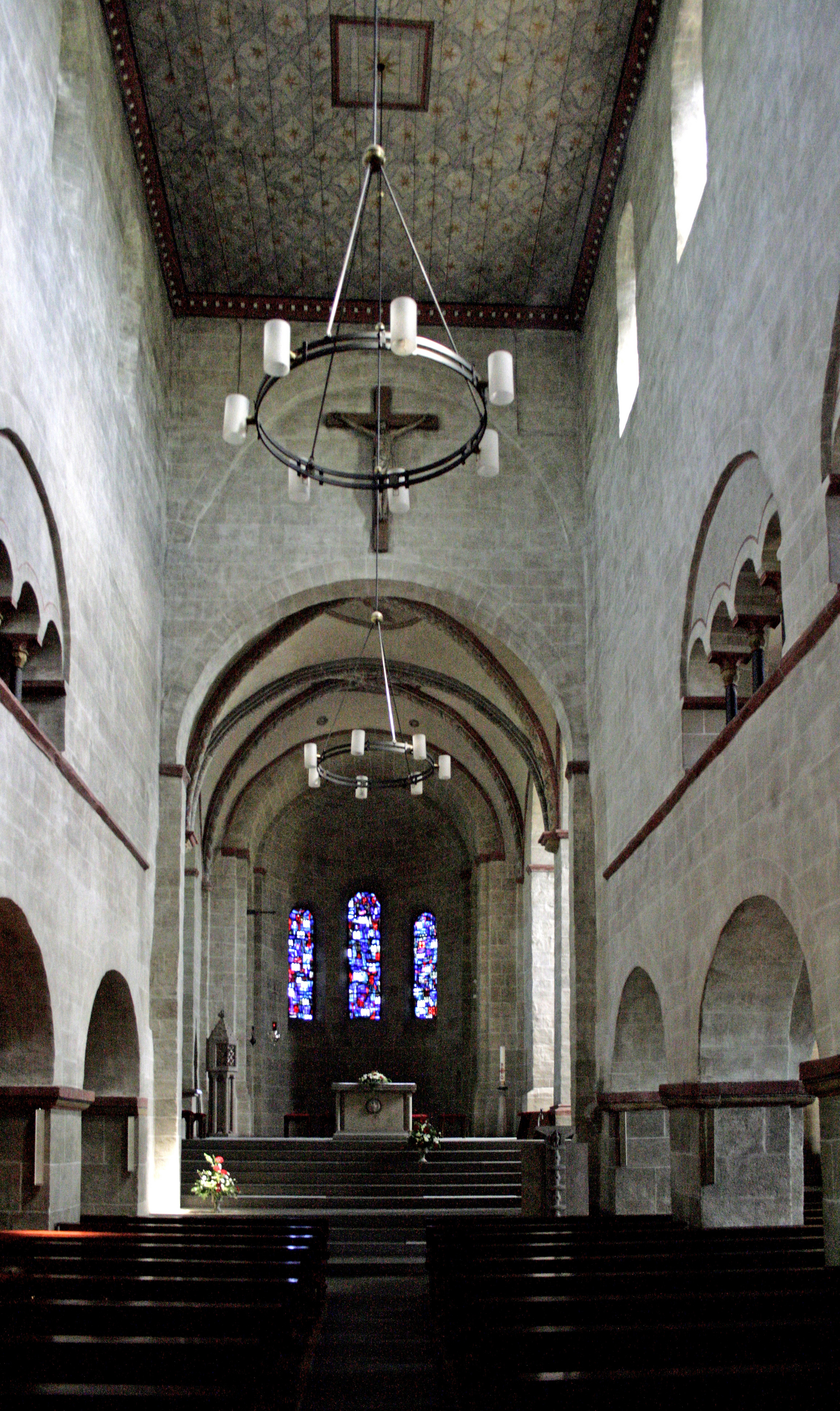
Vista del presbiterio attraverso l'aula
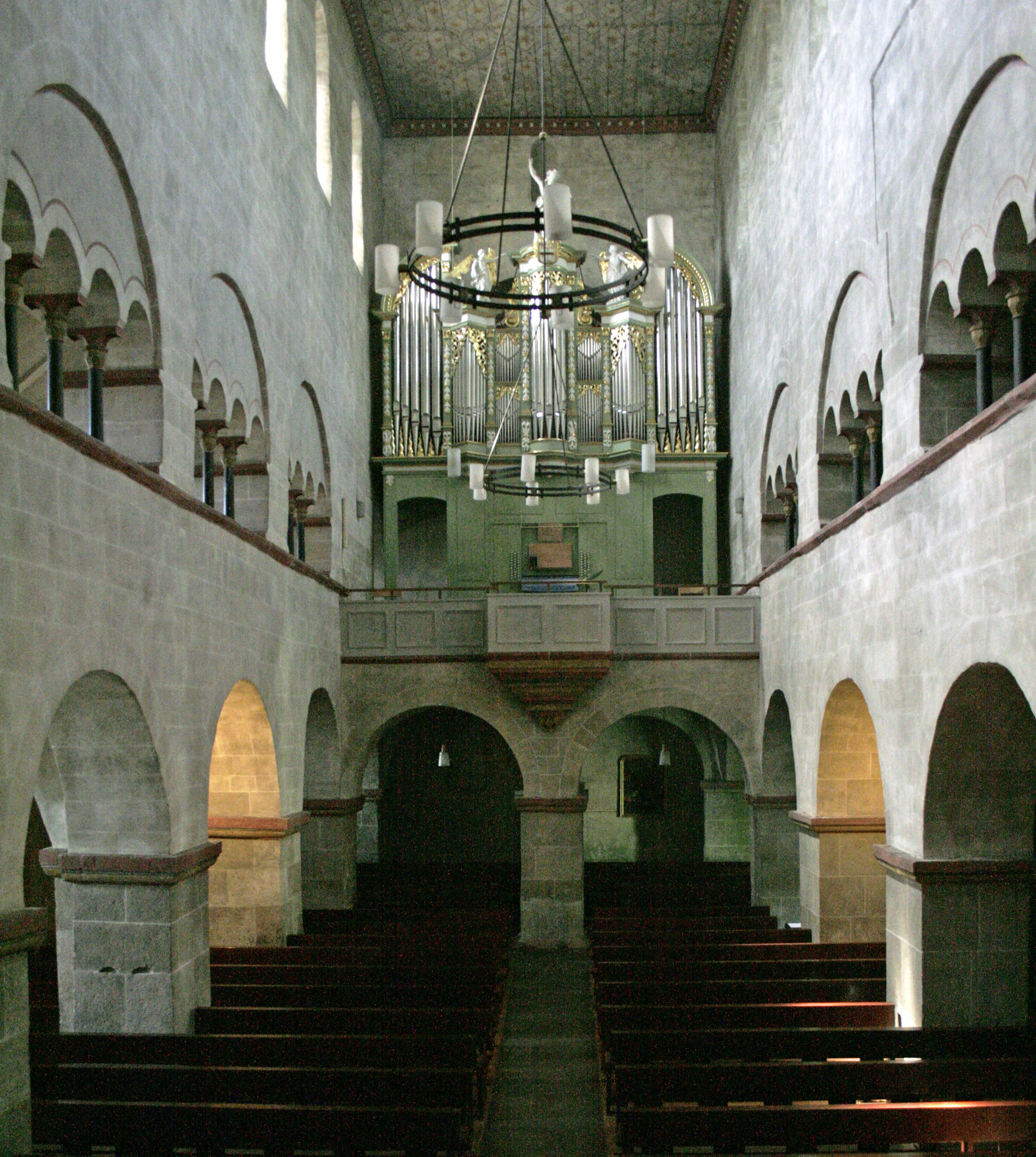
Vista dell'aula dall'altar maggiore

### Cappella di San Michele

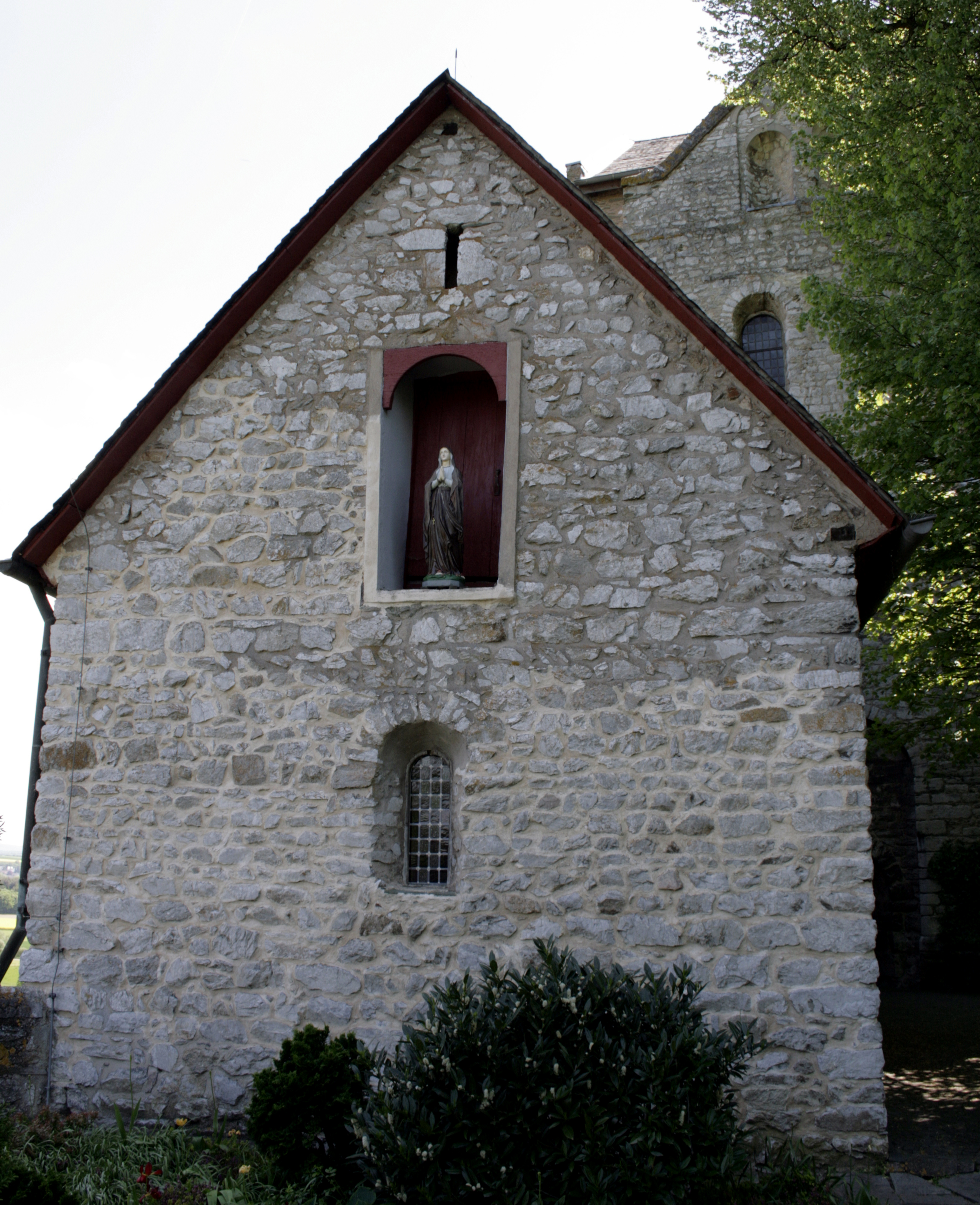
La cappella di San Michele dall'esterno

La cappella, presumibilmente eretta prima dell'anno 1000, è collegata a nordest con la chiesa. La sua cripta contiene un ossario. Al piano terreno si trova un altare neogotico, che mostra l'Arcangelo Michele vittorioso sul demonio. Il piano terreno evidenzia verso est una piccola abside, che fino al 1958 era murata. Con la demolizione del muro occlusorio sono venuti alla luce resti di pittura medievale, che una volta rappresentava Cristo in trono circondato dagli Evangelisti. Anche della scena della crocifissione, presumibilmente risalente agli inizi del XX secolo, sono rimasti oggi pochi resti.
Attualmente la cappella viene restaurata e quindi non è accessibile al pubblico.

### Cappella della SS. Trinità

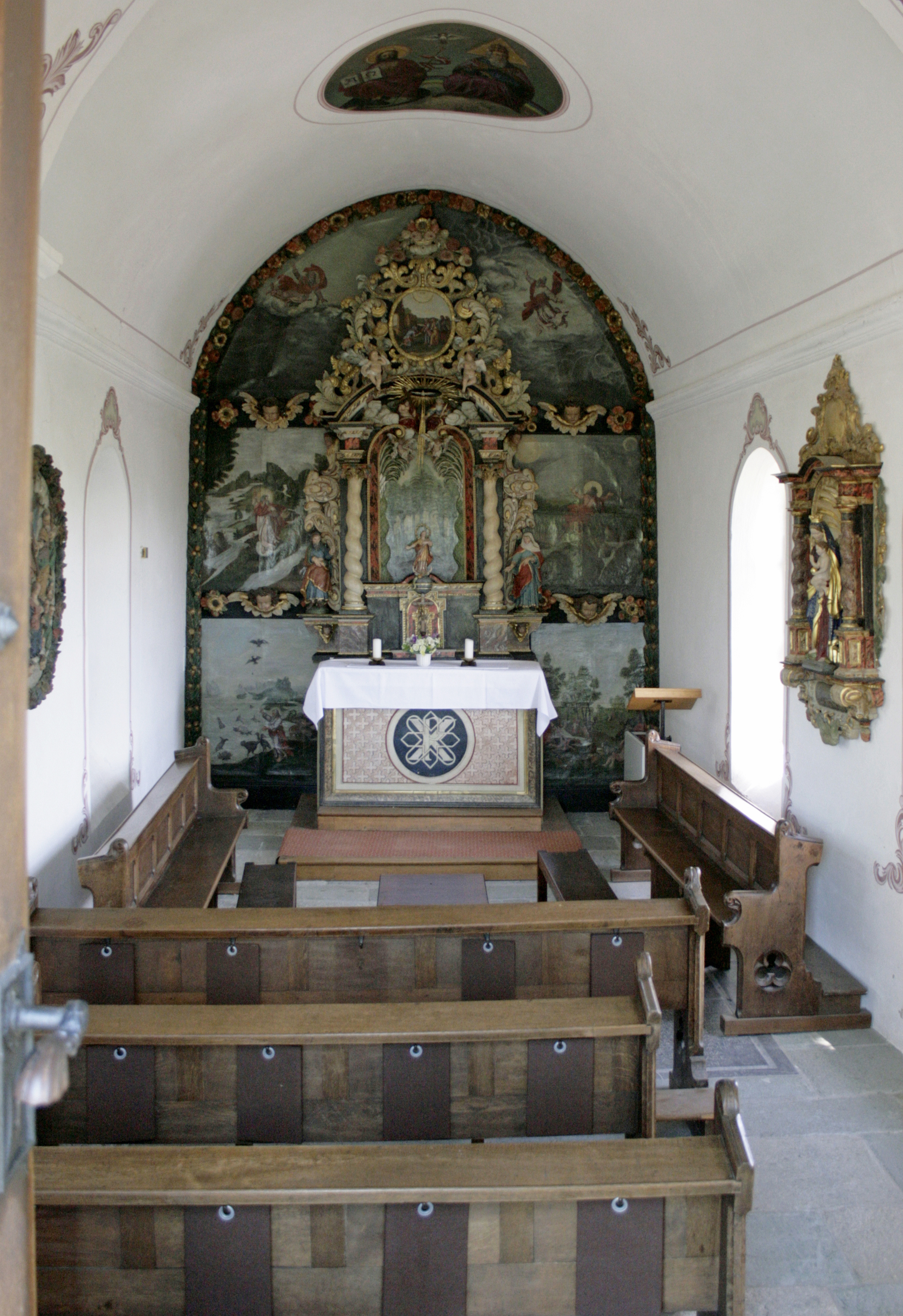
Cappella della SS. Trinità

La Cappella della SS. Trinità si trova all'estremità sud del plateau. Essa è stata citata per la prima volta nel 1378 e non può essere stata costruita molto prima. Poco prima del 1700 è stata ristrutturata in stile barocco e dotata dell'altare odierno, che proviene dalla Scuola del barocco Hadamar.
L'opera più importante ivi custodita è la rappresentazione dell'Immacolata Concezione. Dietro l'altare si trova un pregevole dipinto murale, che ha per tema l'intercessione di Gesù per gli uomini.
Nella cappella ha luogo una volta al mese un Ufficio religioso protestante della Chiesa Evangelica di Limburgo.

## Arredi
Sulla parete della navata centrale presso la crociera è appeso un crocifisso ligneo risalente al XIX secolo.

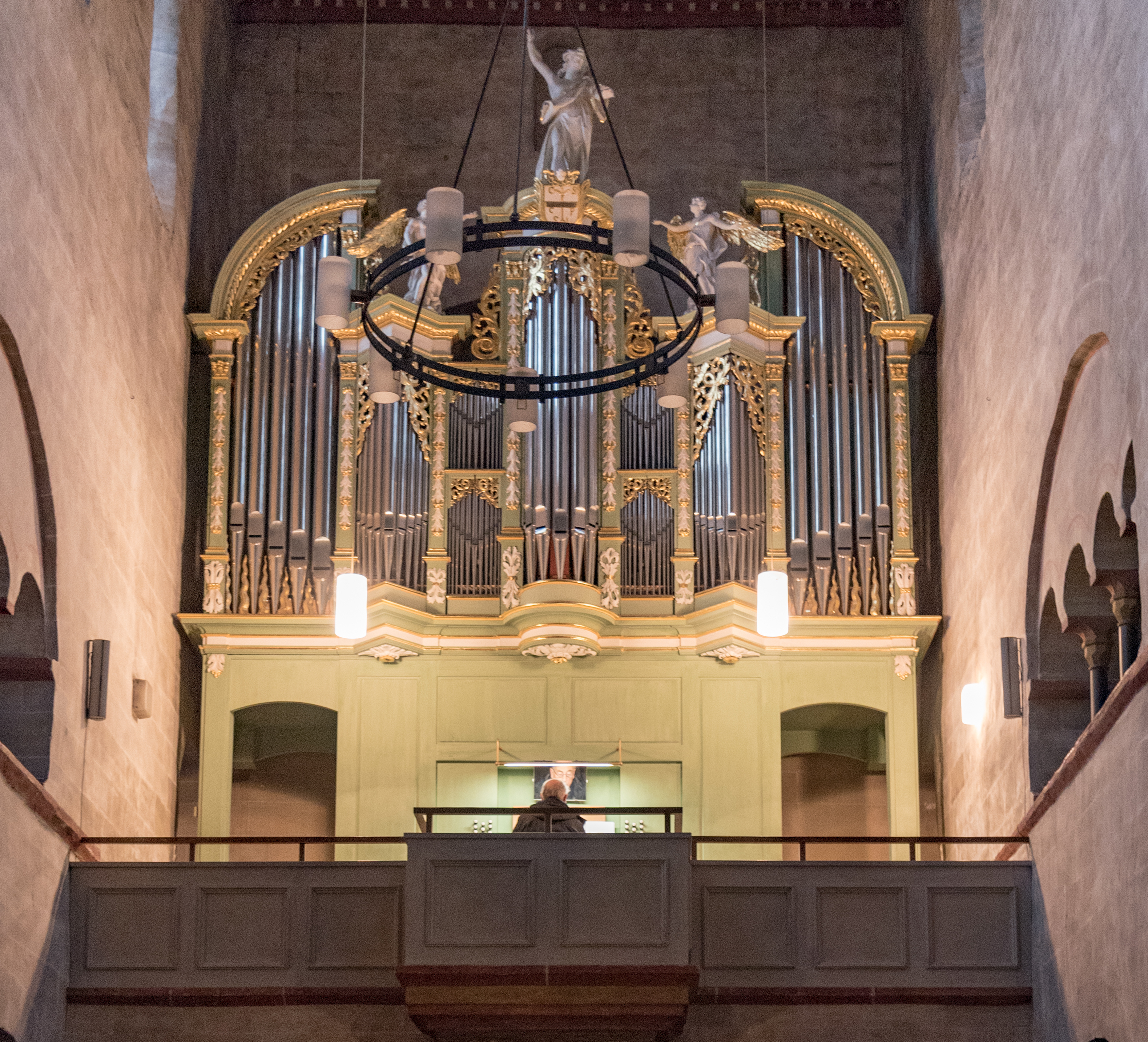
Organo

Un organo è indicato presente nel 1294. Nel XV secolo la chiesa aveva due organi, nel 1600 uno nuovo e infine nel 1712 quello attuale. Esso fu ampliato nel 1893 e poi ristrutturato nel 1959, in occasione di un restauro generale della chiesa, e infine ancora riveduto nel 2002. Esso dispone di oltre 29 registri con due tastiere e una pedaliera.

### Crociera e abside
Il più recente e grande oggetto di arredo è il tabernacolo in arenaria, installato nel 1981. L'altar maggiore e l'ambone, anch'essi in arenaria, furono installati nel 1978. Le finestre dell'abside, in vetro azzurro, furono installate negli anni cinquanta.
Nell'abside del braccio settentrionale del transetto vi è un altare dedicato alla Madonna, risalente al 1758. Parimenti risale agli anni intorno al 1760 l'altare di San Pietro, nella parete est del braccio meridionale del transetto. Nella parete nord del transetto si trova una statua lignea di san Giuseppe con Gesù Bambino e in quella di fronte un'altra di san Lubenzio.

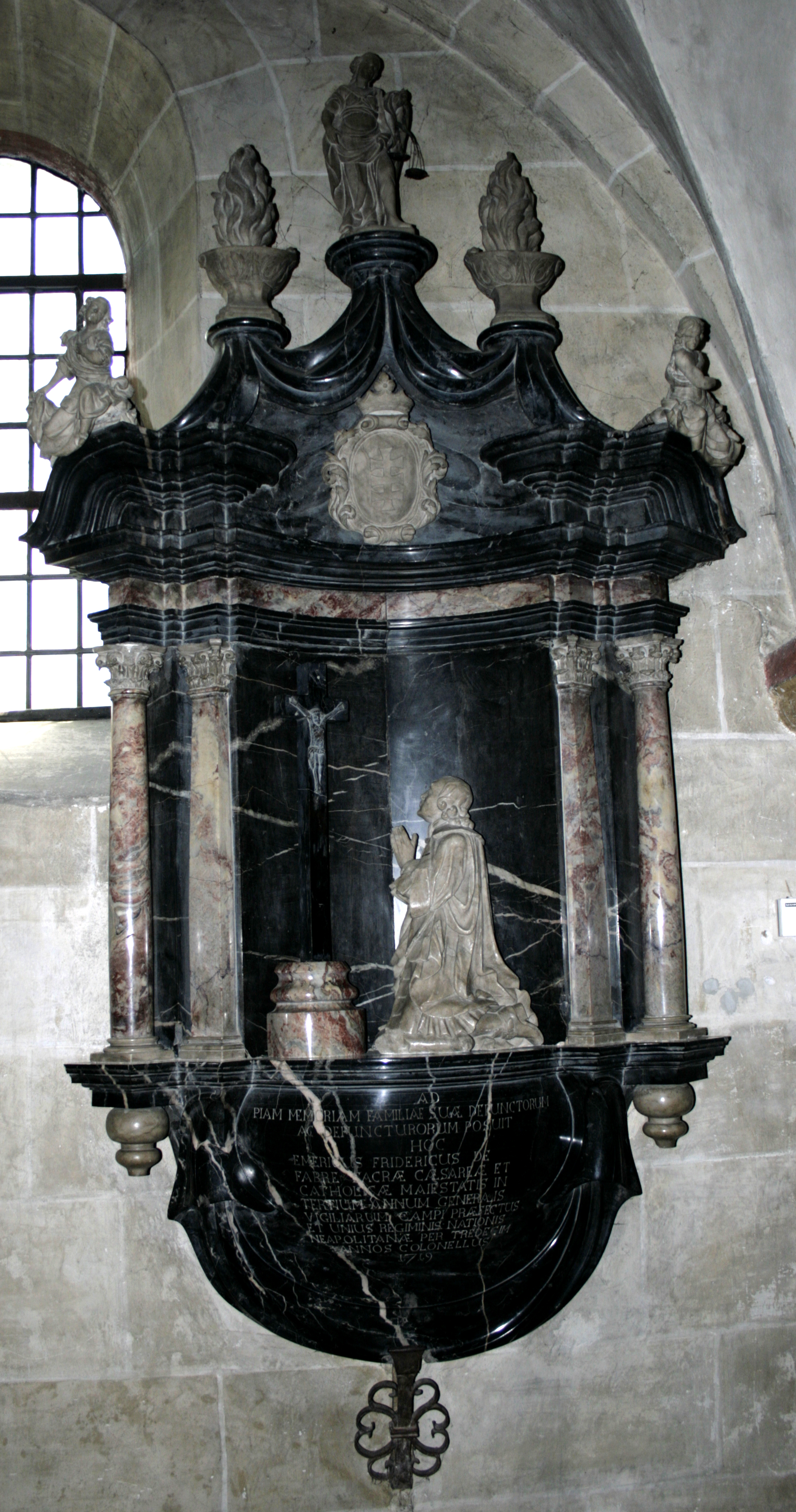
Epitaffio di Emmerich Friedrich de Fabre
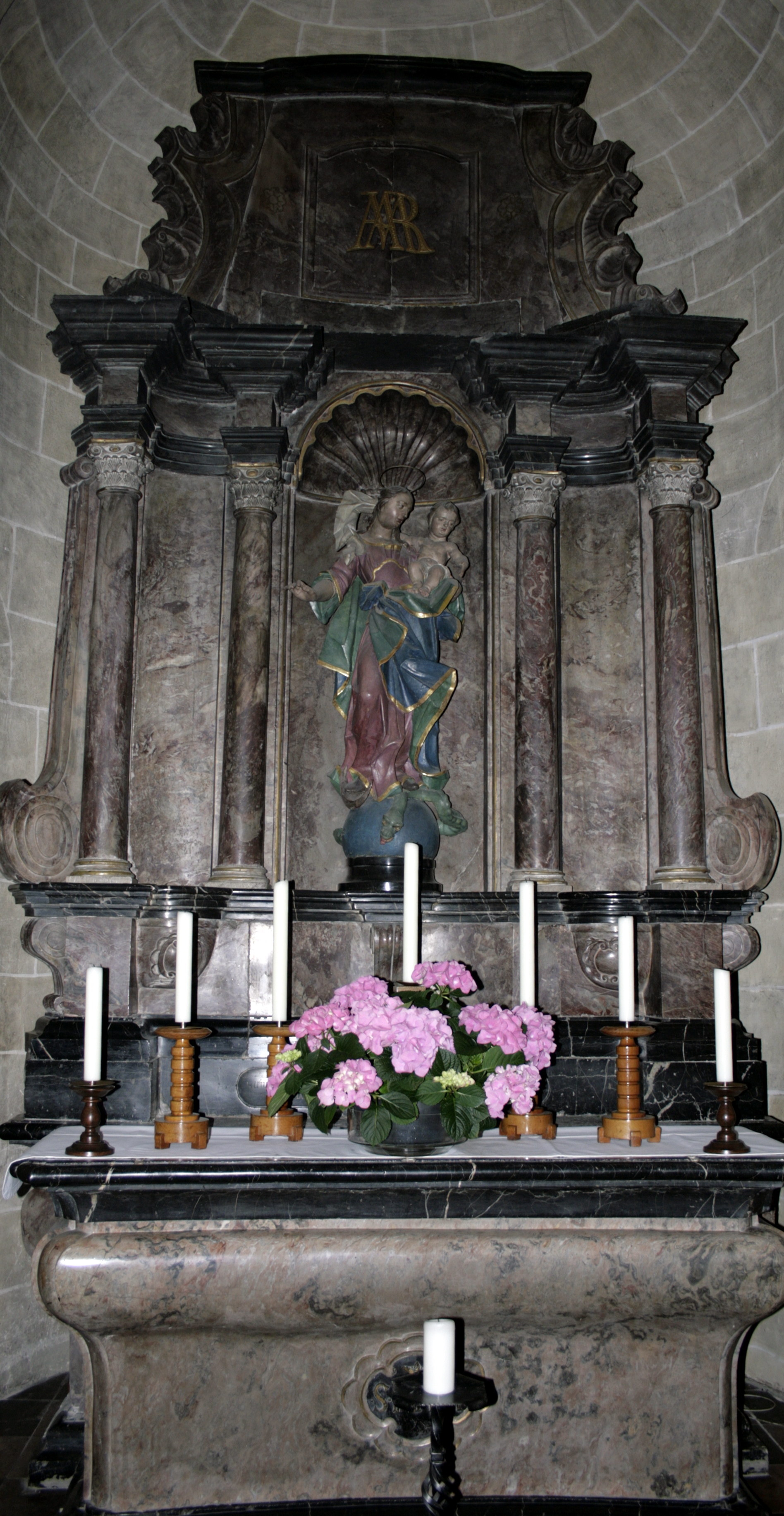
Altare alla Madonna nell'abside laterale nord
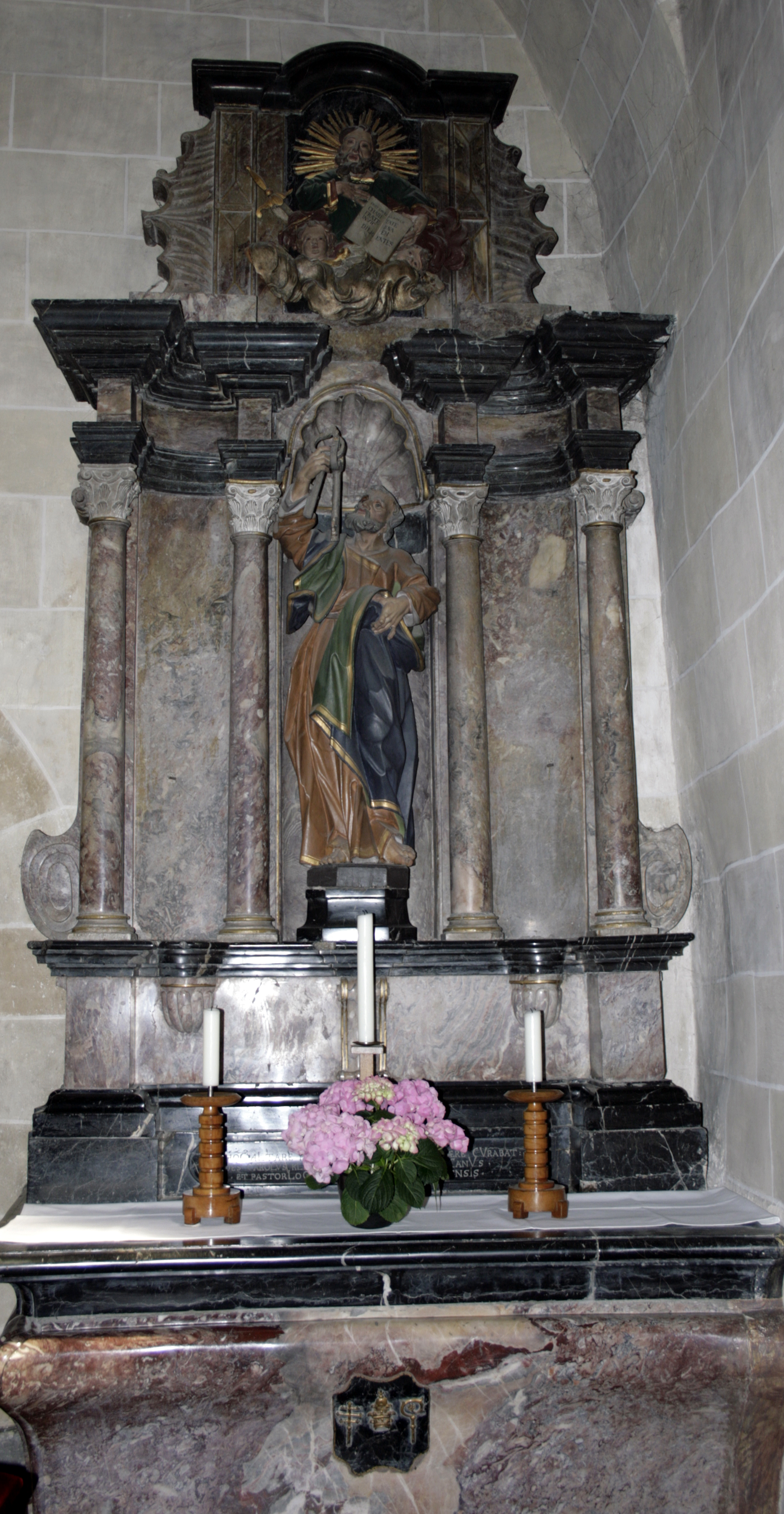
Altare di San Pietro nella navata laterale sud
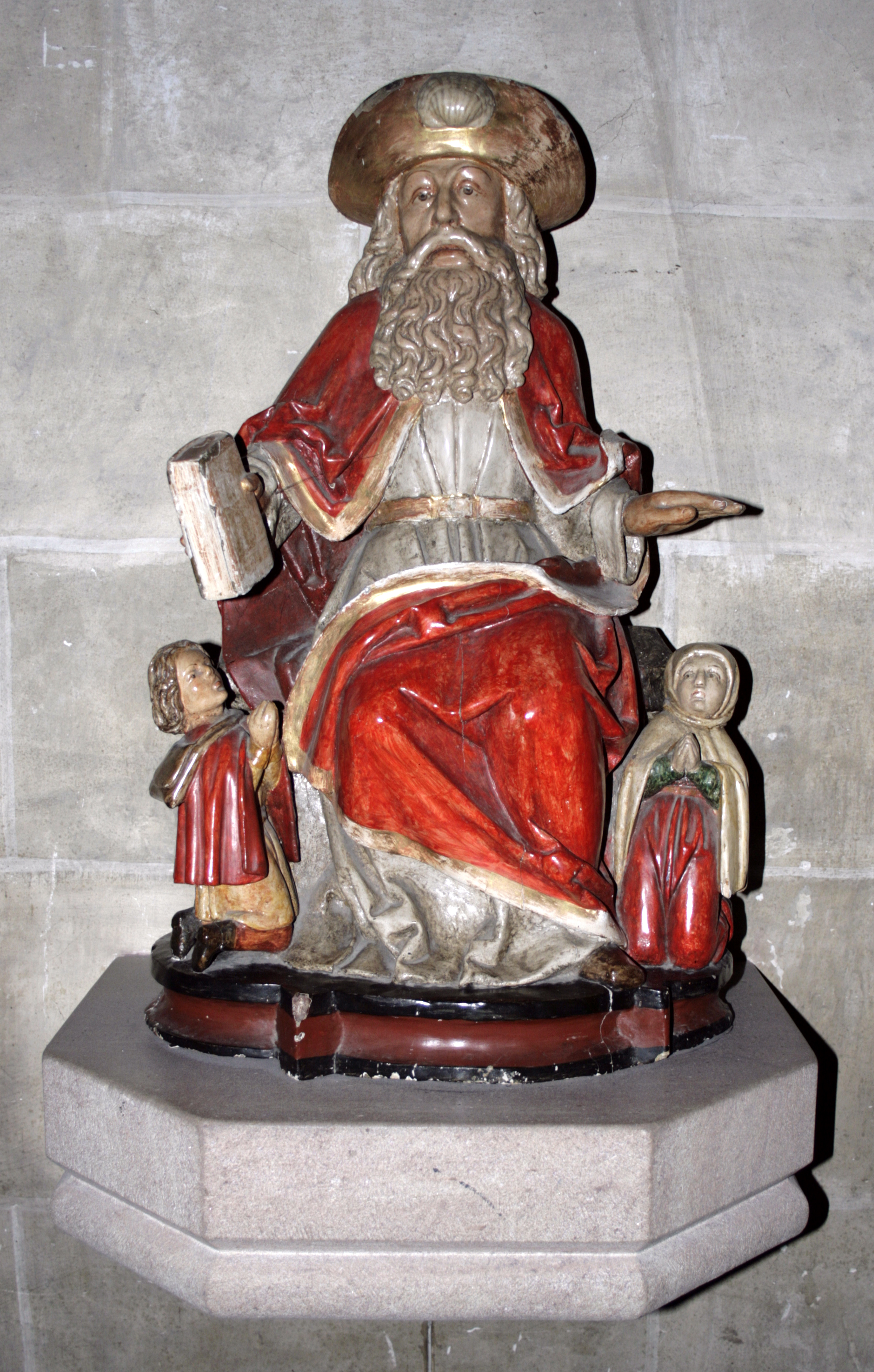
Statua di San Giacomo vicino al portale d'ingresso (intorno al 1500, forse in legno di tiglio)
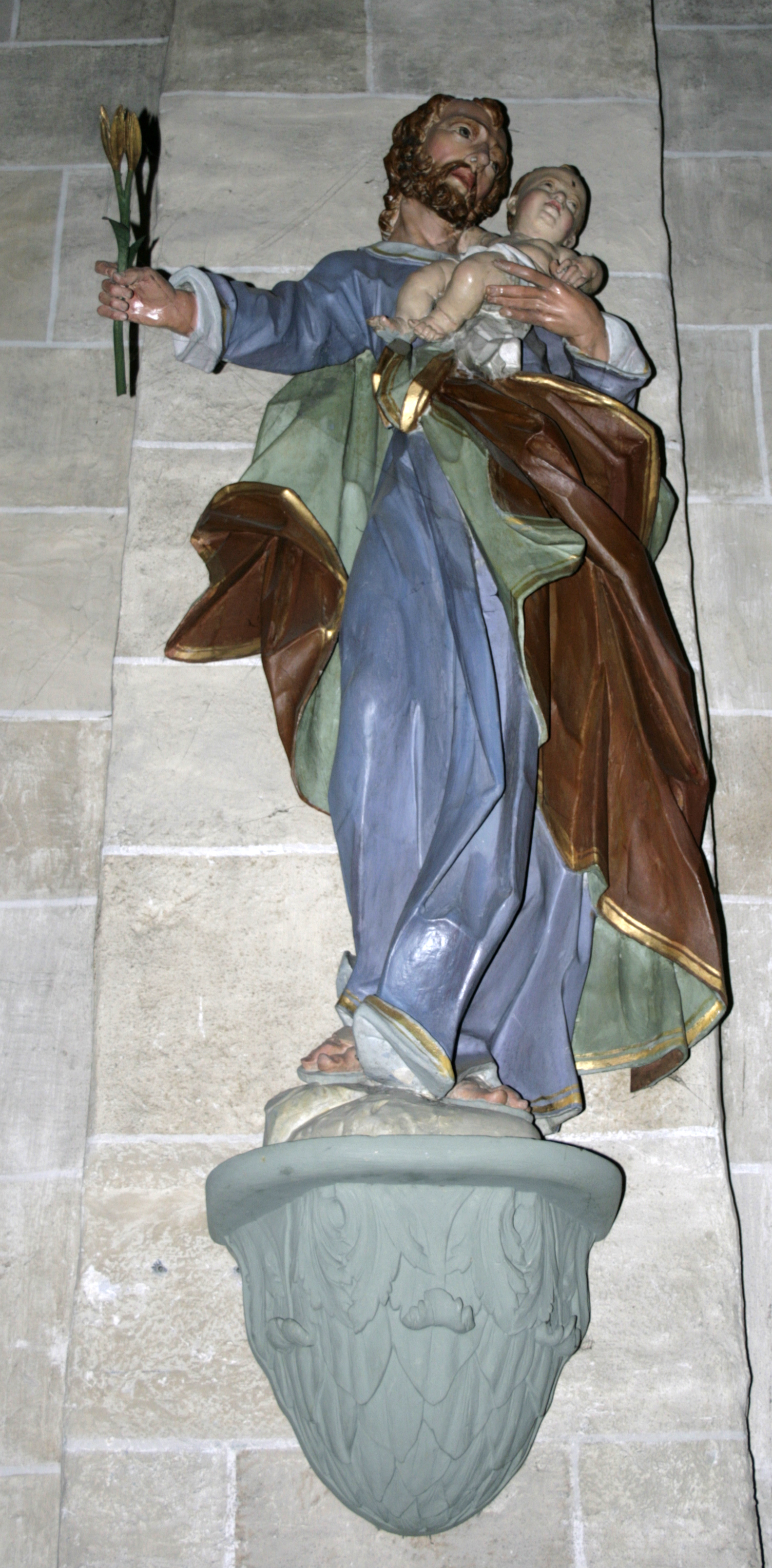
Statua di San Giuseppe
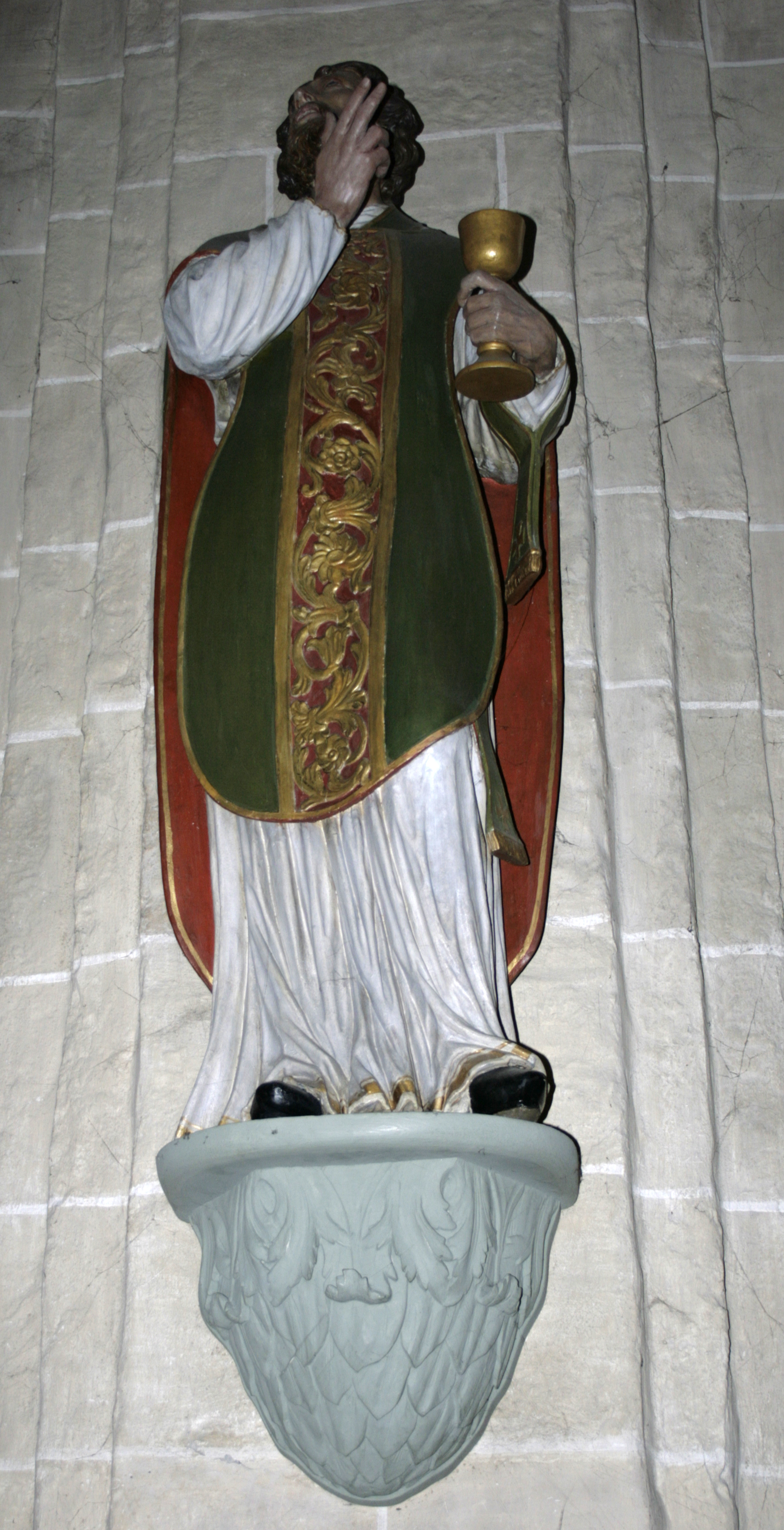
Statua di San Lubenzio
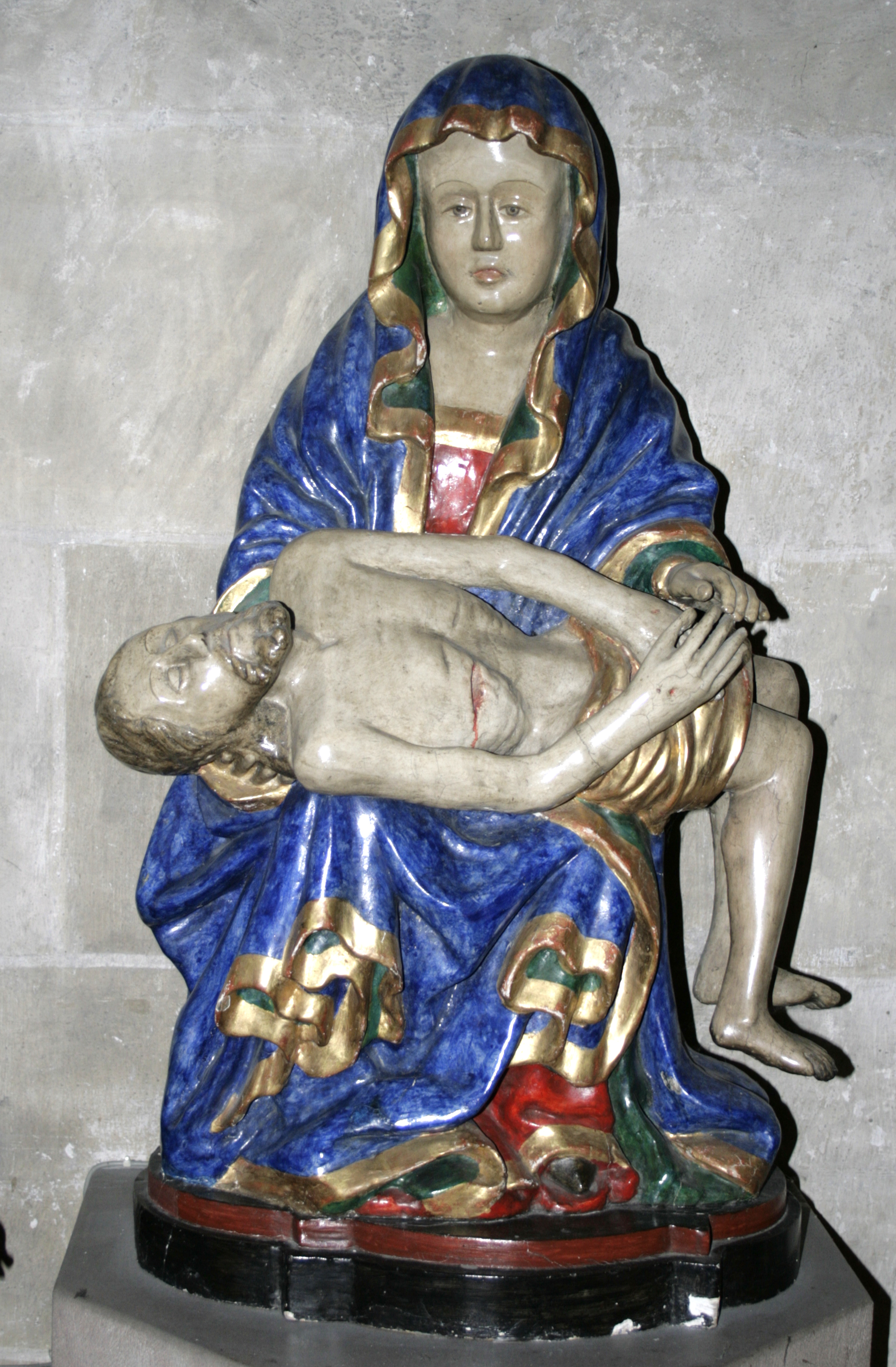
Pietà nella crociera sud
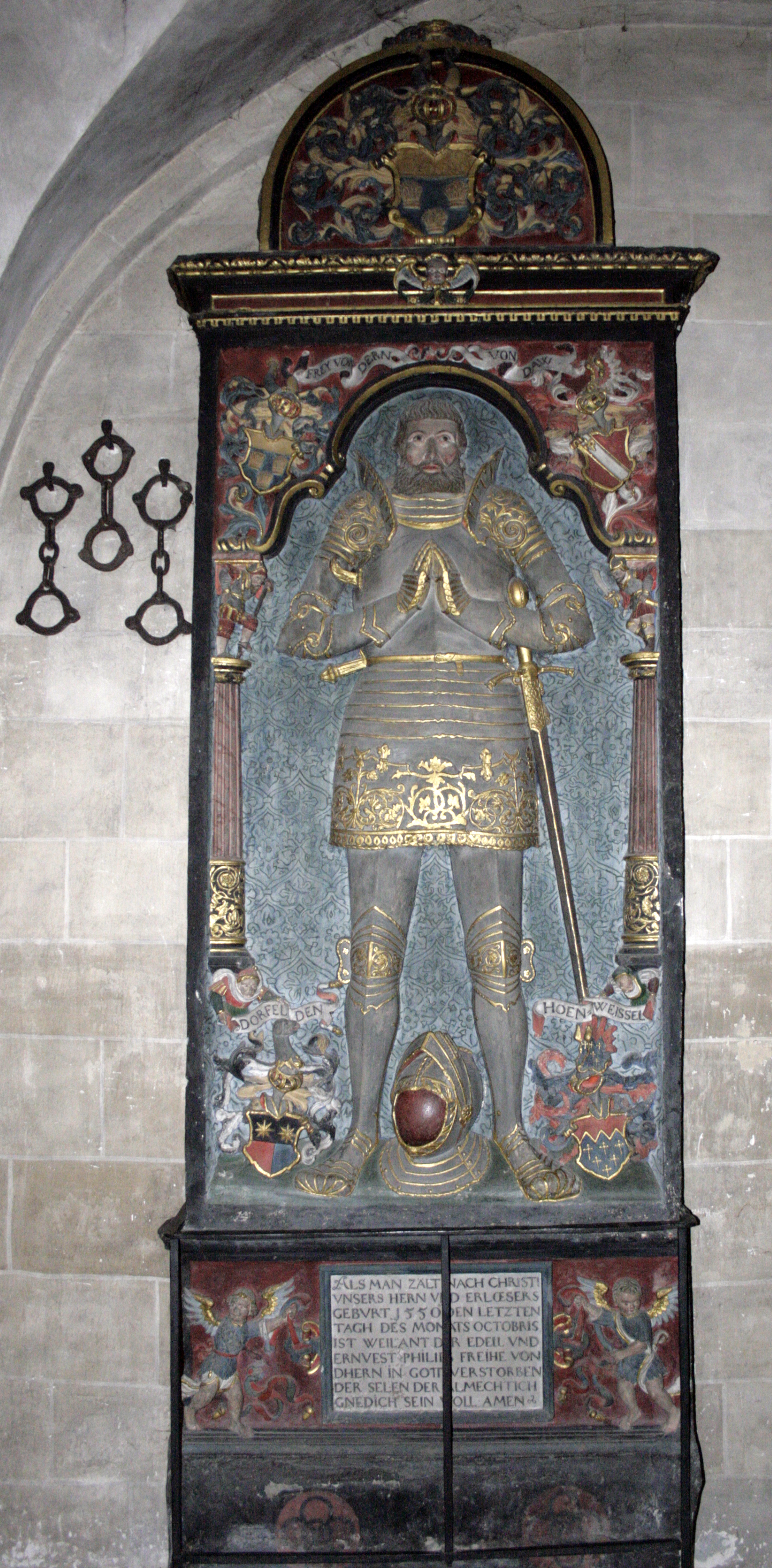
Epitaffio di Philipp Frei von Dehrn

### Cappella di San Lubenzio

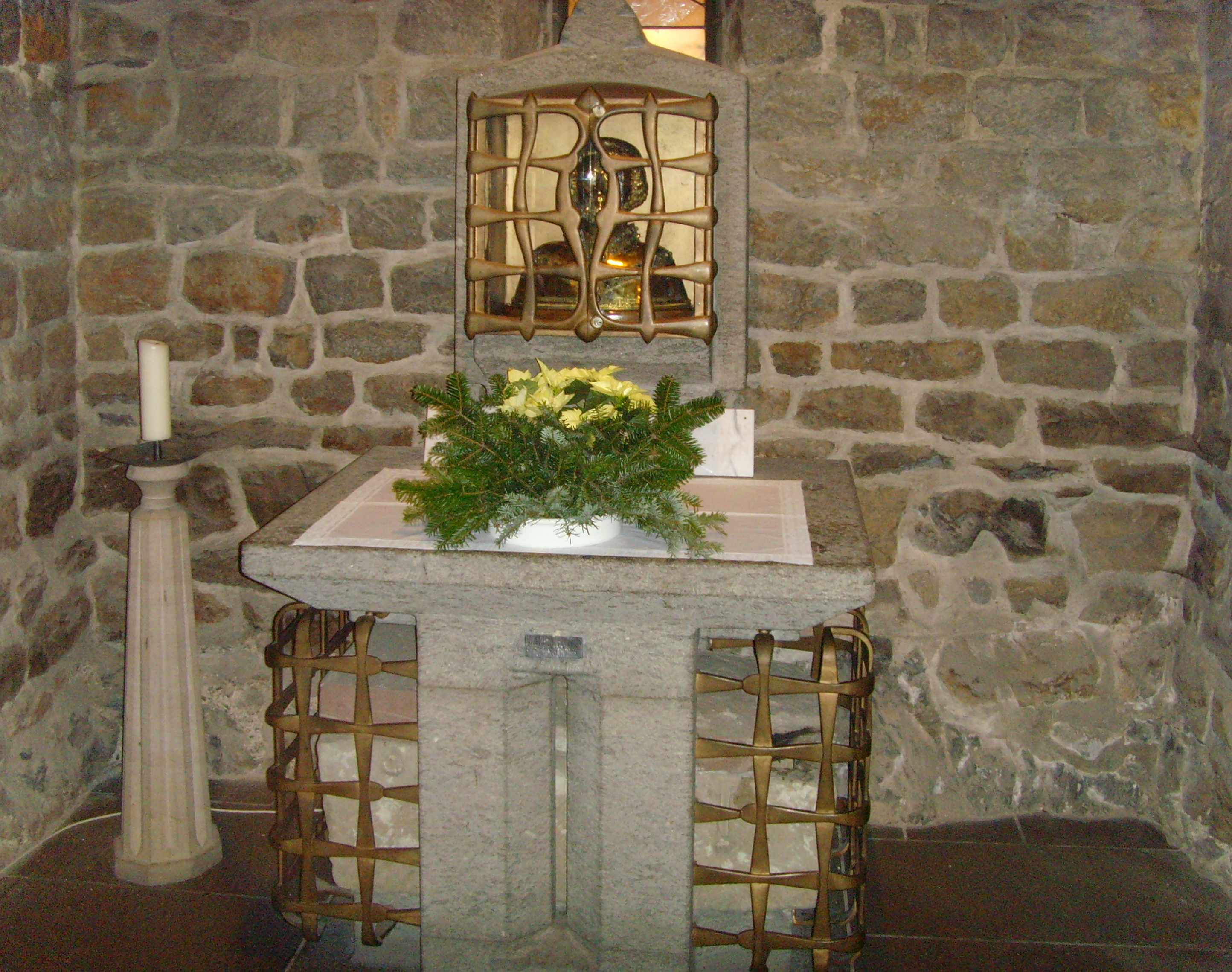
Sarcofago e reliquiario a forma di busto nella cappella di San Lubenzio

Nella parete occidentale della navata laterale meridionale si trova l'ingresso alla cappella di San Lubenzio. Essa è dominata da un altare degli anni settanta, sotto il quale si trova un sarcofago in arenaria, nel quale presumibilmente nel IX secolo le ossa di san Lubenzio furono portate a Dietkirchen, dove si trovano ancor oggi. Dietro la grata dell'alzata si trova un reliquiario a forma di busto.
Il capo del busto, nel quale è inserita una parte del cranio del santo, fu probabilmente realizzato poco prima del 1300 a Magonza, il busto vero e proprio nel 1477.
Probabilmente il capo del reliquiario non fu realizzato appositamente per le reliquie di san Lubenzio, poiché lo spazio interno è chiaramente troppo piccolo per gli attuali frammenti di ossa. La mandibola soprattutto non combacia con il contenitore, tanto che si trova con le rimanenti parti di ossa nell'altare principale. Anche i pezzi di cranio, che si trovano nel reliquiario, nel corso dei secoli ne hanno subito chiaramente dei danni per la compressione cui sono stati sottoposti.
Il capo del busto consisteva originariamente in un pezzo, successivamente la parte superiore del cranio del contenitore fu rotta e dotata di cerniere, cosicché si lascia aprire. Questa parte superiore del cranio fu rubata nel 1846 e rimpiazzata nel 1955.

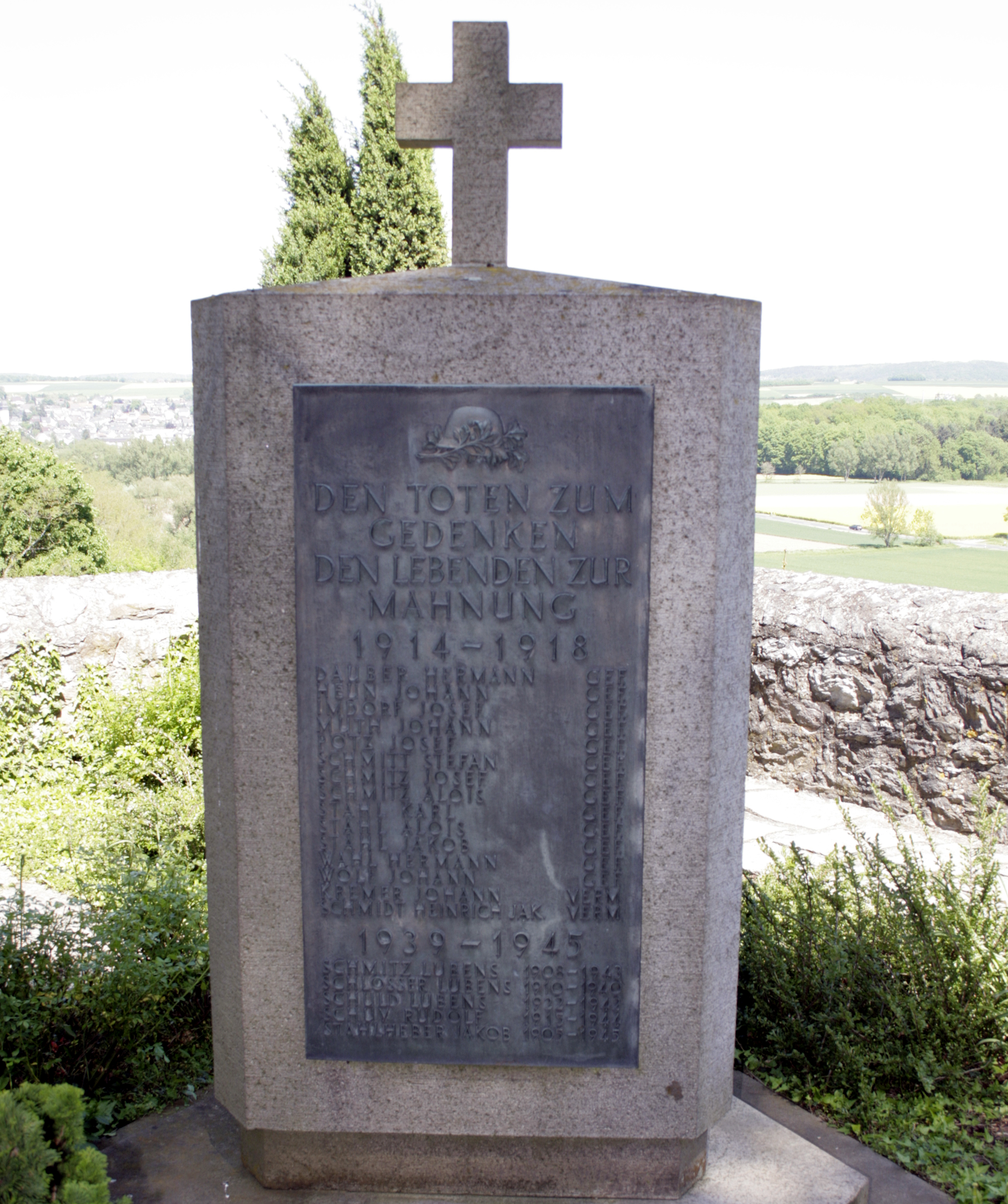
Monumento di guerra nella cappella di San Michele
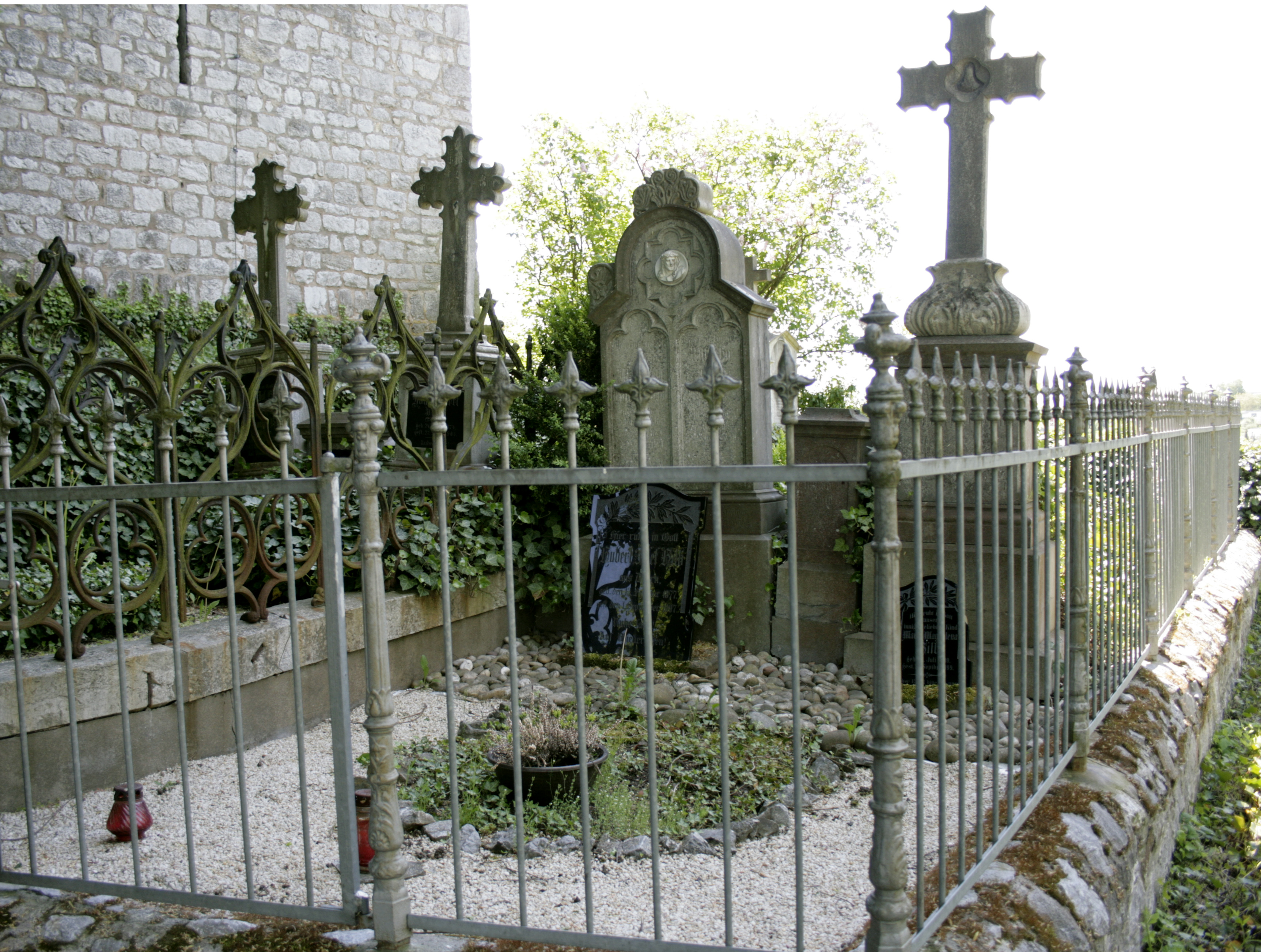
Tombe vicino al portale della chiesa